# Wilhelm Königswarter (Politiker)
Wilhelm Julius Königswarter (* 30. August 1890 in Hannover; † 12. Dezember 1966 in West-Berlin) war ein deutscher Politiker (DDP, SPD). Für letztere war er Mitglied der Berliner Stadtverordnetenversammlung und des Deutschen Bundestags.

## Leben
Wilhelm war Mitglied der ursprünglich aus dem österreich-ungarischen Königswart in Nordböhmen stammenden, später geadelten jüdischen Familie Königswarter. Er war der Sohn des Barons und Unternehmers Julius von Königswarter und der Sophie Runne.
Nach dem Besuch des Humanistischen Gymnasiums in Hannover studierte Königswarter Nationalökonomie und Rechtswissenschaften in Leipzig, Marburg und Berlin. Er wurde 1914 an der Universität Göttingen zum Doktor der Rechte promoviert und arbeitete nach dem juristischen Referendariat als Kaufmann.
Nach der Machtergreifung der Nationalsozialisten wurde gegen Königswarter erstmals wegen § 175 (Homosexualität) ermittelt. Er wurde mehrfach inhaftiert.

## Politik
In der Weimarer Republik war Königswarter Mitglied der DDP und gehörte bis 1930 dem erweiterten Reichsvorstand an. 1945 schloss er sich nicht den liberalen Nachfolgeparteien der DDP an, sondern der SPD, an deren Wiederaufbau in Berlin er sich  beteiligte. Er war Vorsitzender des Fachausschusses für Geld und Kredit der SPD Berlin.
Da Werner Kreuziger (1903–1999) aus der Stadtverordnetenversammlung von Groß-Berlin ausschied, rückte Königswarter im November 1950 für zwei Monate nach.
Mit der Erhöhung der Zahl der Berliner Abgeordneten zum 1. Februar 1952 kam Königswarter in den Deutschen Bundestag, dem er als Berliner Vertreter bis 1961 angehörte.

## Schriften
- Der Witz als Waffe. Info-Buchverlag Alfons F. Schöpflin, Berlin 1947.